# Philipp Ochs
Philipp Ochs est un footballeur allemand, né le 17 avril 1997 à Wertheim. Il évolue au poste d'ailier gauche.

## Biographie

### En club
En août 2018, il est prêté au club danois du Aalborg BK.

### En équipe nationale
Avec les moins de 17 ans, il participe au championnat d'Europe des moins de 17 ans en 2014. Lors de cette compétition organisée à Malte, il joue trois matchs, sans inscrire de but. Il joue à cet effet contre la Suisse, l'Écosse, et le Portugal.
Il dispute ensuite avec les moins de 19 ans le championnat d'Europe des moins de 19 ans en 2016. Lors de cette compétition qui se déroule dans son pays natal, il marque un triplé contre le Portugal, puis un but contre les Pays-Bas.
Il participe ensuite avec les moins de 20 ans à la Coupe du monde des moins de 20 ans en 2017. Lors de ce mondial organisé en Corée du Sud, il délivre une passe décisive contre le Vanuatu, puis marque un but contre la Zambie.
Avec les espoirs, il inscrit un doublé contre l'Azerbaïdjan en juin 2017, lors des éliminatoires du championnat d'Europe espoirs 2019.

## Statistiques
| Saison     | Club                | Championnat | Championnat | Championnat | Coupe(s) nationale(s) | Coupe(s) nationale(s) | Compétition(s) continentale(s) | Compétition(s) continentale(s) | Compétition(s) continentale(s) | Total | Total |
| Saison     | Club                | Division    | M.          | B.          | M.                    | B.                    | Comp.                          | M.                             | B.                             | M.    | B.    |
| 2015-2016  | TSG 1899 Hoffenheim | Bundesliga  | 13          | 0           | -                     | -                     | -                              | -                              | -                              | 13    | 0     |
| 2016-2017  | TSG 1899 Hoffenheim | Bundesliga  | 3           | 0           | 1                     | 0                     | -                              | -                              | -                              | 4     | 0     |
| 2017-2018  | TSG 1899 Hoffenheim | Bundesliga  | 3           | 0           | 1                     | 0                     | C3                             | 5                              | 1                              | 9     | 1     |
| Sous-total | Sous-total          | Sous-total  | 19          | 0           | 2                     | 0                     | -                              | 5                              | 1                              | 26    | 1     |